# 二里岗站
二里岗站是郑州地铁2号线与6号线的地铁换乘站，位于中华人民共和国河南省郑州市管城回族区紫荆山路与二里岗南街交叉口一带。该站2号线车站于2016年8月19日正式启用，6号线车站于2024年11月30日正式启用。

## 車站結構
二里岗站分为2号线和6号线两部分，2号线车站主体设于紫荆山路地下，呈南北向布置，总长237米，站后设单条存车线。6号线车站主体设于二里岗南街地下，呈东西向布置，总长169.5米，标准段宽度为23.5米，与2号线车站呈“T”形交叉。

### 车站楼层
二里岗站2号线车站主体结构为地下二层车站，B1层为站厅层，B2层为2号线站台层。6号线车站主体结构为地下三层车站，B1层为站厅层，B2层为设备层，B3层为6号线站台层。

#### 2号线车站楼层
| 1F  | 地面     | B-D出入口                                                         | B-D出入口                                                         | B-D出入口                                                         |
| B1F | 站厅     | 客服中心、自动售票机、行李检查、闸机、车站控制室 连通 █ 6号线站厅 | 客服中心、自动售票机、行李检查、闸机、车站控制室 连通 █ 6号线站厅 | 客服中心、自动售票机、行李检查、闸机、车站控制室 连通 █ 6号线站厅 |
| B2F | █ 2号线  | 往贾河方向 （陇海东路）                                           | 往贾河方向 （陇海东路）                                           | 往贾河方向 （陇海东路）                                           |
| B2F | 岛式站台 |                                                                   | 至站厅                                                            | 卫生间                                                            |
| B2F | █ 2号线  | 往南四环/城郊线郑州航空港站方向 （南五里堡）                      | 往南四环/城郊线郑州航空港站方向 （南五里堡）                      | 往南四环/城郊线郑州航空港站方向 （南五里堡）                      |

#### 6号线车站楼层
| 1F  | 地面     | F出入口                                                           | F出入口                                                           | F出入口                                                           |
| B1F | 站厅     | 客服中心、自动售票机、行李检查、闸机、车站控制室 连通 █ 2号线站厅 | 客服中心、自动售票机、行李检查、闸机、车站控制室 连通 █ 2号线站厅 | 客服中心、自动售票机、行李检查、闸机、车站控制室 连通 █ 2号线站厅 |
| B2F | 设备层   | 车站设备                                                          | 车站设备                                                          | 车站设备                                                          |
| B3F | █ 6号线  | 往清华附中方向 （二里岗东）                                       | 往清华附中方向 （二里岗东）                                       | 往清华附中方向 （二里岗东）                                       |
| B3F | 岛式站台 |                                                                   | 至站厅                                                            | 卫生间                                                            |
| B3F | █ 6号线  | 往贾峪方向 （陇秀公园）                                           | 往贾峪方向 （陇秀公园）                                           | 往贾峪方向 （陇秀公园）                                           |

### 站厅
二里岗站的2号线车站和6号线车站各设1座站厅，均位于B1层，各设有客服中心、自动售票机、行李检查、车站控制室等设施。站厅由闸机和栏杆分隔为付费区和非付费区，付费区位于2号线站厅的东部和6号线站厅的南部，6号线站厅的西端与2号线站厅连通，付费区和非付费区均互相连接。两座站厅的付费区内均设有自动扶梯、楼梯和无障碍电梯，连接对应的站台。6号线站厅近F口道通处设卫生间和母婴室。

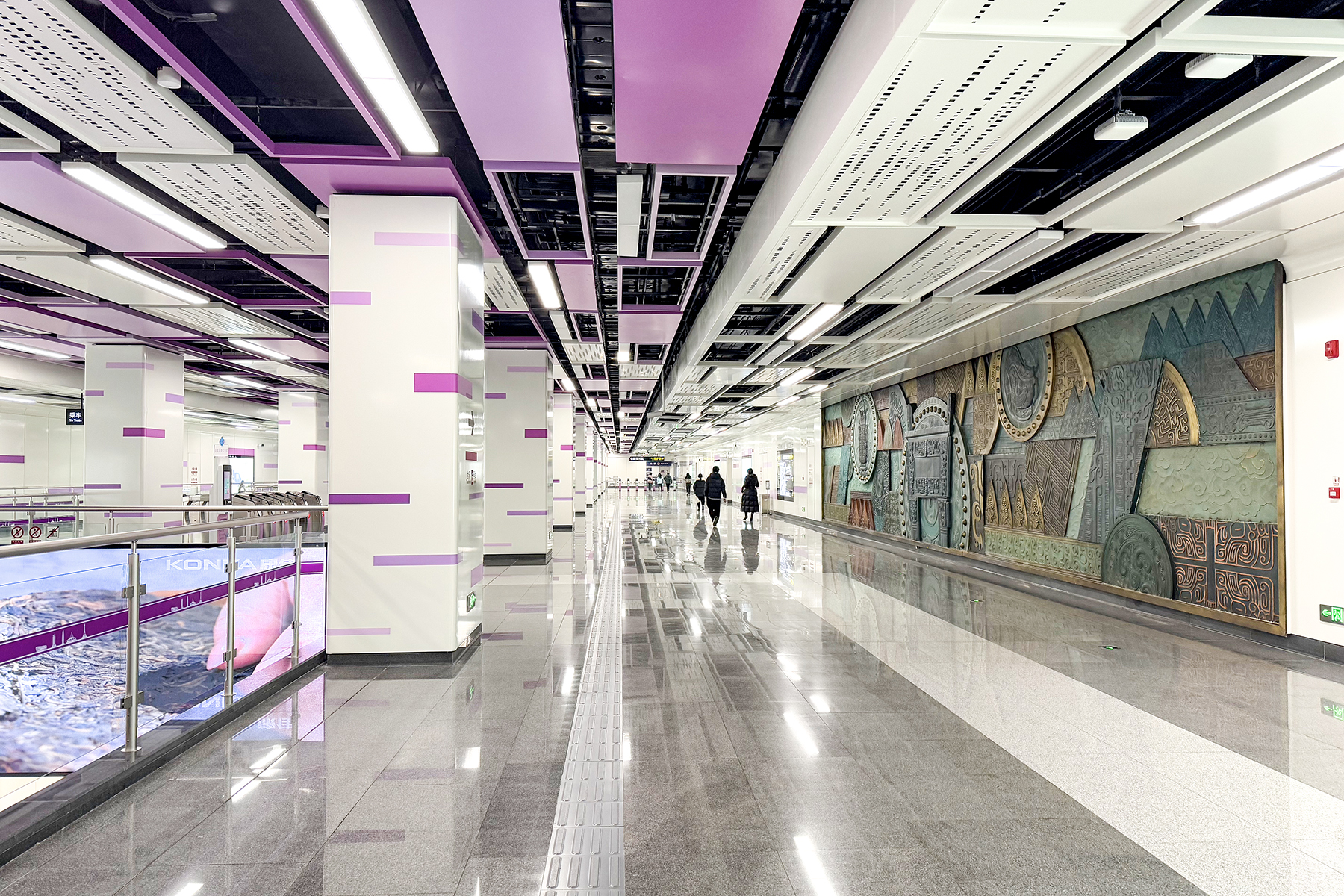
6号线站厅

### 站台
二里岗站的2号线车站和6号线车站各设有1座岛式站台，均安装有高站台门。其中2号线站台设于B2层，呈南北向。6号线站台设于B3层，呈东西向，站台宽度14米。2号线站台呈南北向，西侧站台面由南四环/城郊线郑州航空港站方向列车的使用，东侧站台面由贾河方向的列车使用，在站台南端设有卫生间。6号线站台呈东西向，北侧站台面由贾峪方向列车的使用，南侧站台面由清华附中方向的列车使用，站台东端设卫生间和母婴室。两座站台之间并无通道直接连接，乘客需经站厅进行换乘。

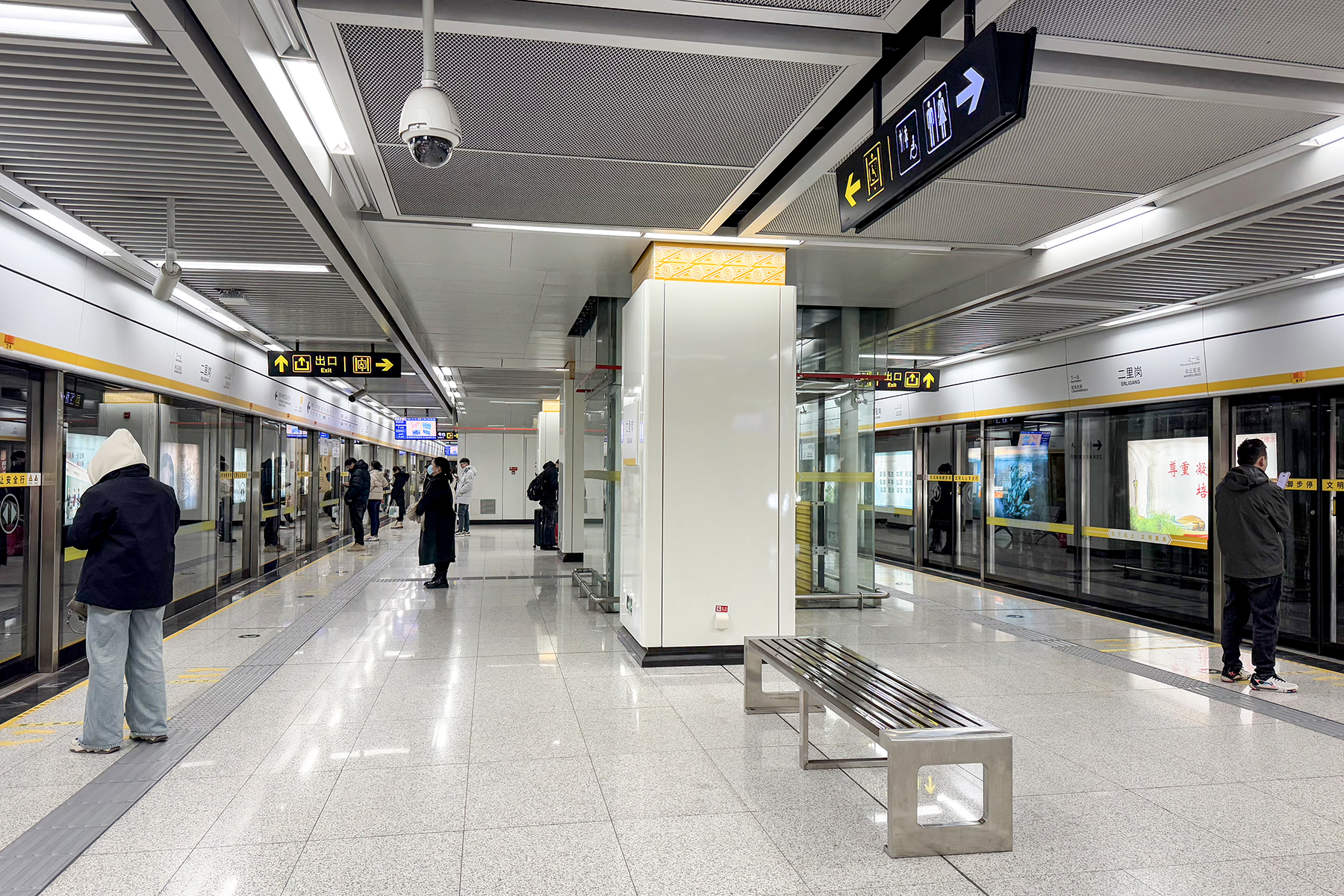
2号线站台
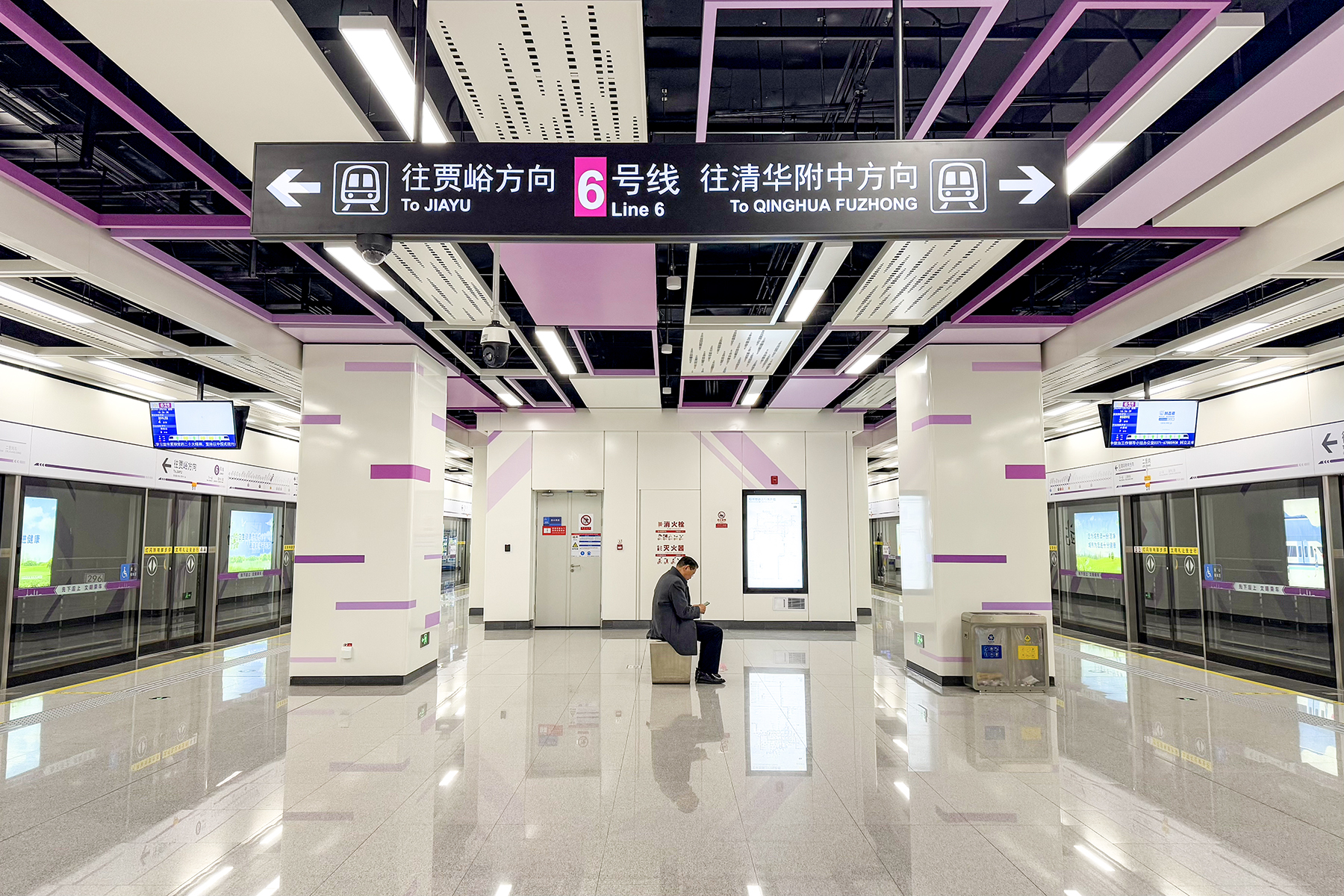
6号线站台

### 出入口
二里岗站目前启用B、C、D、F共4个出入口，其中B、C、D口分别位于紫荆山路与二里岗南街路口的西南、西北、东北角，连接地面和2号线站厅非付费区，F口位于二里岗南街南侧，连接地面和6号线站厅非付费区，C口和F口设无障碍电梯。该站已开通各出入口详细信息如下表。
| 紫荆山路二里岗南街 | 紫荆山路二里岗南街 | 紫荆山路二里岗南街 | 紫荆山路二里岗南街 | 紫荆山路二里岗南街 |
| 编号               | 路线               | 路线               | 路线               | 备注               |
| ------------------ | ------------------ | ------------------ | ------------------ | ------------------ |
| 13                 | 苏庄               | ⇆                  | 火车站             | B5路支线           |
| 38                 | 姚庄公交站         | ⇆                  | 火车站             | B5路支线           |
| G62                | 东赵公交站         | ⇆                  | 环翠路公交站       |                    |
| G78                | 森林湖公交站       | ⇆                  | 航海路中州大道     |                    |
| G86                | 经南五路公交站     | ⇆                  | 建设路国棉六厂     |                    |
| 292                | 金祥路公交站       | ⇆                  | 陇海路新郑路       |                    |
| 518                | 姚庄公交站         | ⇆                  | 火车站北港湾       |                    |
| S162               | 佛岗村公交站       | ⇆                  | 城南路城东路       |                    |
| Y16                | 紫荆山南路南四环   | ⇆                  | 紫荆山路顺河路     | 夜间服务           |

| 紫荆山路二里岗南街 | 紫荆山路二里岗南街 | 紫荆山路二里岗南街 | 紫荆山路二里岗南街 | 紫荆山路二里岗南街 |
| 编号               | 路线               | 路线               | 路线               | 备注               |
| ------------------ | ------------------ | ------------------ | ------------------ | ------------------ |
| 13                 | 苏庄               | ⇆                  | 火车站             | B5路支线           |
| 38                 | 姚庄公交站         | ⇆                  | 火车站             | B5路支线           |
| G62                | 东赵公交站         | ⇆                  | 环翠路公交站       |                    |
| G78                | 森林湖公交站       | ⇆                  | 航海路中州大道     |                    |
| G86                | 经南五路公交站     | ⇆                  | 建设路国棉六厂     |                    |
| 292                | 金祥路公交站       | ⇆                  | 陇海路新郑路       |                    |
| 518                | 姚庄公交站         | ⇆                  | 火车站北港湾       |                    |
| S162               | 佛岗村公交站       | ⇆                  | 城南路城东路       |                    |
| Y16                | 紫荆山南路南四环   | ⇆                  | 紫荆山路顺河路     | 夜间服务           |

| 二里岗地铁站F口 | 二里岗地铁站F口 | 二里岗地铁站F口 | 二里岗地铁站F口 | 二里岗地铁站F口 |
| 编号            | 路线            | 路线            | 路线            | 备注            |
| --------------- | --------------- | --------------- | --------------- | --------------- |
| S325            | 金锣湾社区      | ⇆               | 二里岗地铁站F口 |                 |

## 车站装饰
二里岗站為2號線6座設有文化牆的車站之一，站厅设有以青铜文化为主题的文化墙“青铜薪火”，展现商周青铜美学艺术，点缀司母戊鼎、莲鹤方壶等青铜器代表作，体现质感厚重的中原文化。该文化墙原位于2号线站厅东侧墙面，因原位置位于2号线和6号线站厅的连通处，现以迁移至6号线站厅内。

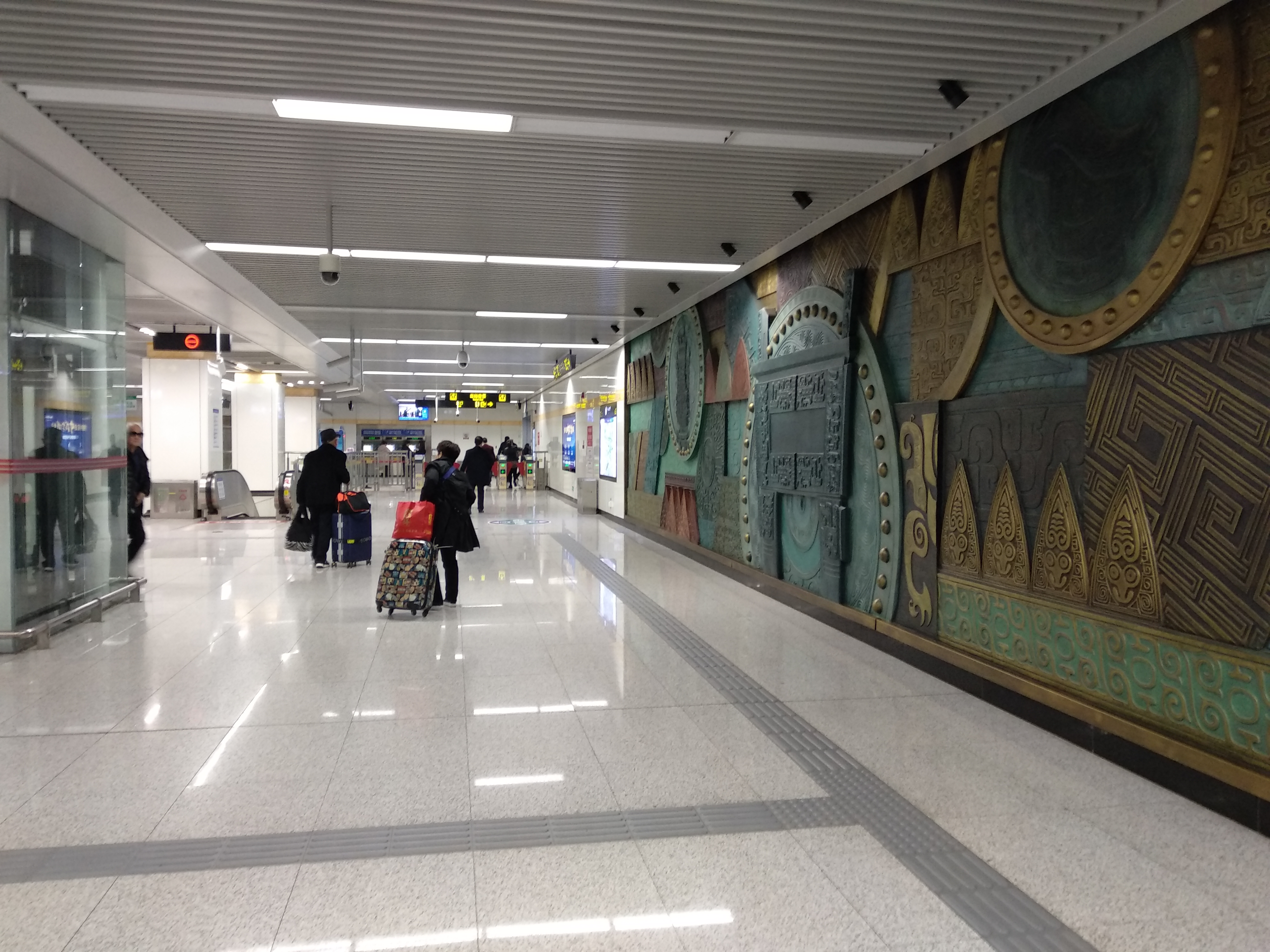
原位于2号线站厅内的“青铜薪火”文化墙（2018年3月）
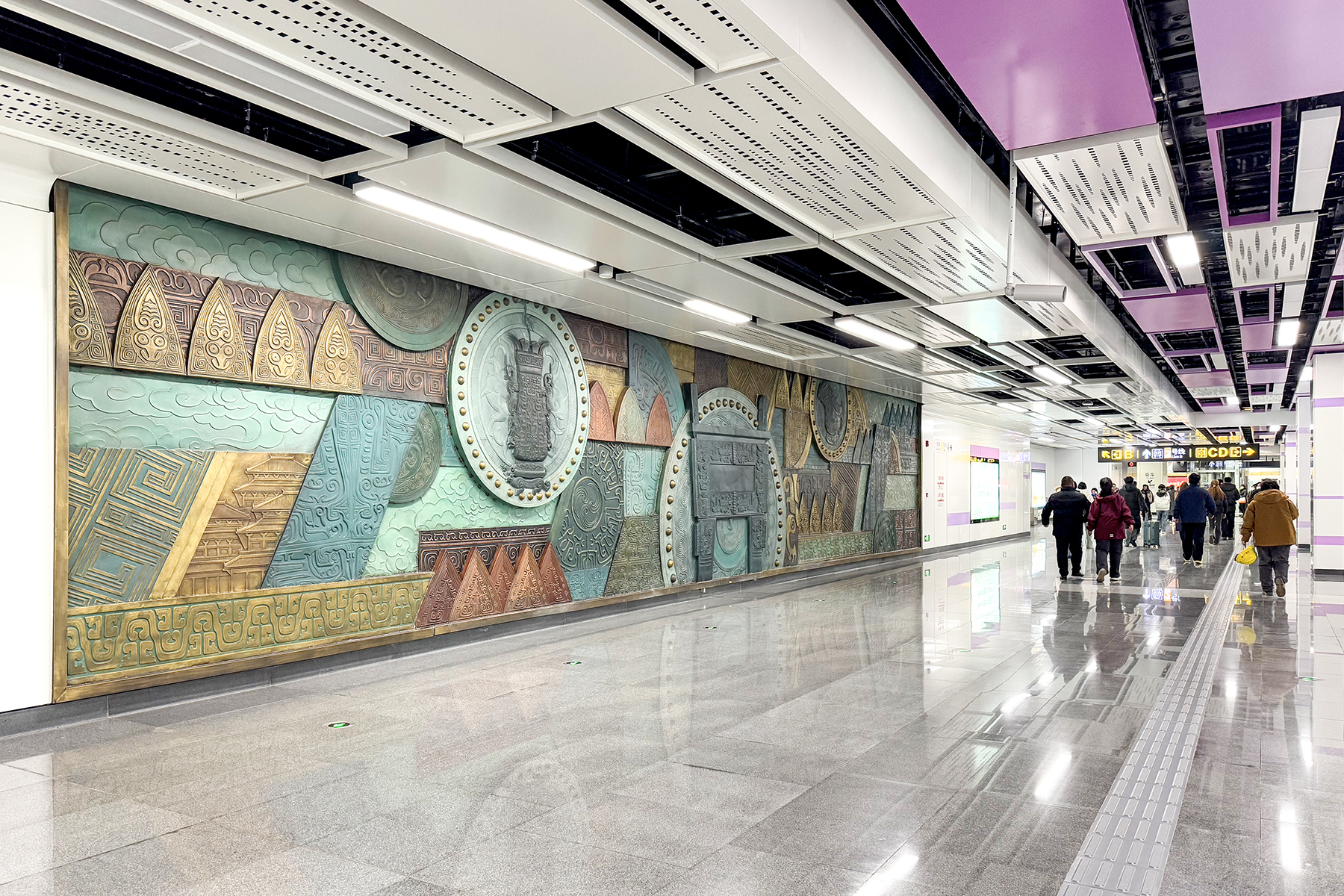
已迁至6号线站厅内的“青铜薪火”文化墙（2024年12月）

## 历史
二里岗站2号线车站在施工期间曾称“帆布厂街站”，于2012年9月27日起围挡施工，并于2016年8月19日随2号线一期工程開通使用。该站6号线车站由中铁北京工程局承建，于2020年7月31日动工建设，2024年11月30日，郑州地铁6号线一期东北段开通运营，二里岗站6号线车站正式投入使用，使该站成为2号线和6号线的换乘站。